# 1948 en Grèce
Chronologie de la Grèce
- 1944
- 1945
- 1946
- 1947
- 1948
- 1949
- 1950
- 1951
- 1952

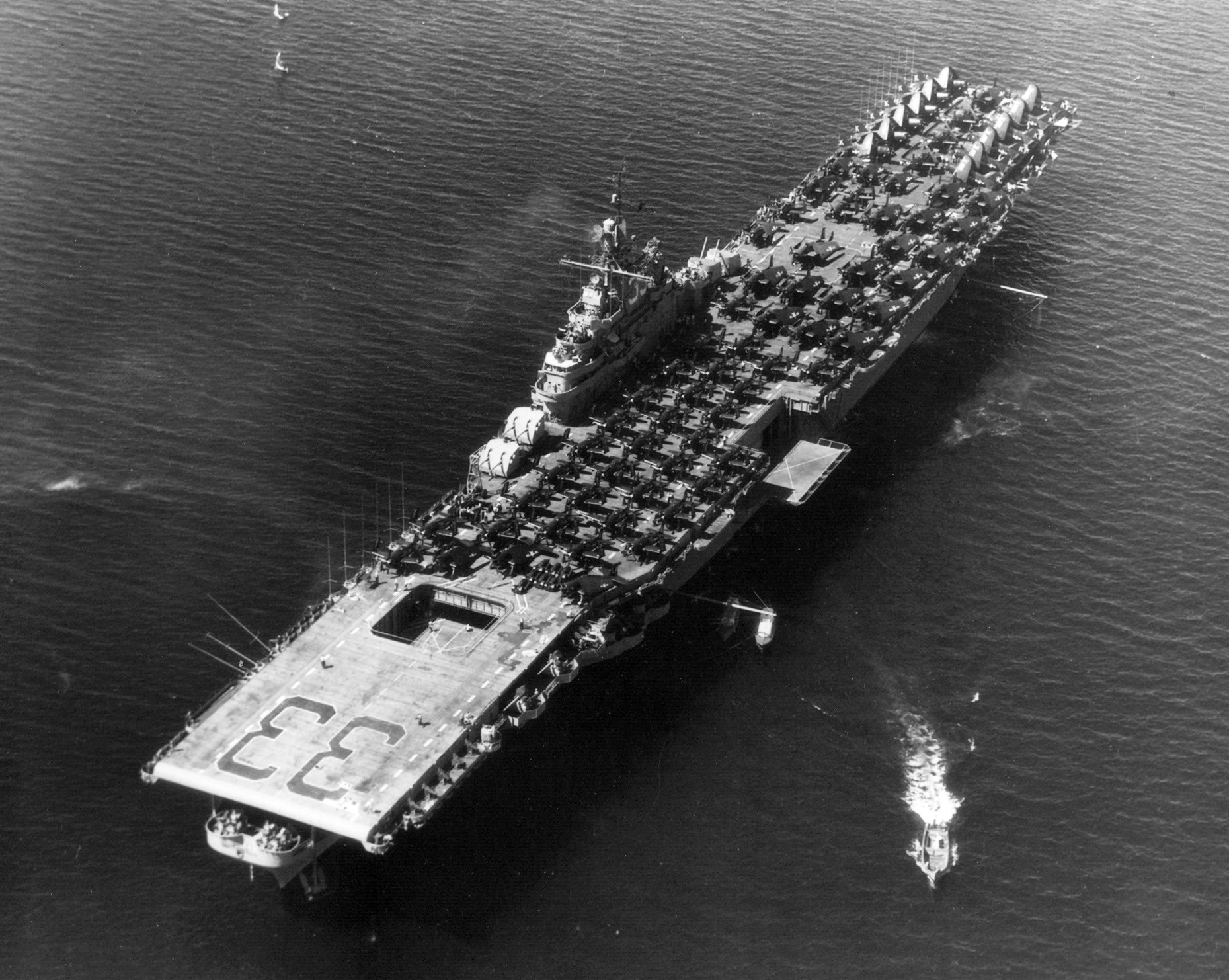
Le porte-avions USS Kearsarge (CV-33) de la marine américaine, à l'ancre à Argostóli, en Grèce. Le Kearsarge, avec le groupe aérien de porte-avions 3 (CVAG-3), est déployé en mer Méditerranée du 1er juin au 2 octobre 1948. (1948).

Cette page concerne les évènements survenus en 1948 en Grèce  :

## Évènement
- Guerre civile grecque (1946-1949).
- 29 février-1er mars : Massacre du premier bataillon de sapeurs à la prison de Makronissos.
- 14/16 juin-20/21 juin (selon les sources) : Opération Koronis (en).
- 19 décembre : Opération Peristerá. (fin en avril 1949).

## Sport
- 30 janvier - 8 février : Participation de la Grèce aux Jeux olympiques d'hiver, à Saint-Moritz.
- 29 juillet - 14 août : Participation de la Grèce aux Jeux olympiques d'été, à Londres.
- Coupe de Grèce de football (1947-1948) (en)
- Coupe de Grèce de football (1948-1949) (en)

## Sortie de film
- Les Allemands reviennent
- Anges perdus
- Dernière Mission
- Marinos Kontaras

## Création
- 6 septembre : 53e brigade (en)
- Anagennisi Kolindros F.C. (en), club de football.
- Bataillons de défense de la Garde nationale (en)
- Institut suédois à Athènes
- Ordre de Bienfaisance
- Thesprotos F.C. (en), club de football.
- PAO Varda F.C. (en), club de football.

## Naissance
- Iríni Kakavoúli (el), actrice.
- Manólis Korrés (uk), architecte et historien de l'architecture.
- Minas Hatzisavvas (en), acteur.

## Décès
- avant le 16 mai : George Polk, journaliste américain.
- 22 mai : Georgios Tsolakoglou, premier ministre.
- 27 décembre : Geórgios Stréit, juriste, homme politique et diplomate.